# Duson
Duson és una població dels Estats Units a l'estat de Louisiana. Segons el cens del 2000 tenia 1.672 habitants.

## Demografia
Segons el cens del 2000, Duson tenia 1.672 habitants, 644 habitatges, i 452 famílies. La densitat de població era de 251,2 habitants/km².
Dels 644 habitatges en un 38,2% hi vivien nens de menys de 18 anys, en un 41,6% hi vivien parelles casades, en un 20,5% dones solteres, i en un 29,7% no eren unitats familiars. En el 25,3% dels habitatges hi vivien persones soles el 8,9% de les quals corresponia a persones de 65 anys o més que vivien soles. El nombre mitjà de persones vivint en cada habitatge era de 2,59 i el nombre mitjà de persones que vivien en cada família era de 3,07.
Per edats la població es repartia de la següent manera: un 30% tenia menys de 18 anys, un 10,5% entre 18 i 24, un 29,3% entre 25 i 44, un 19,6% de 45 a 60 i un 10,6% 65 anys o més.
L'edat mediana era de 32 anys. Per cada 100 dones de 18 o més anys hi havia 85,1 homes.
La renda mediana per habitatge era de 21.071 $ i la renda mediana per família de 24.886 $. Els homes tenien una renda mediana de 26.250 $ mentre que les dones 15.476 $. La renda per capita de la població era de 10.520 $. Entorn del 27,5% de les famílies i el 31,5% de la població estaven per davall del llindar de pobresa.

## Poblacions més properes
El següent diagrama mostra les poblacions més properes.